# They Never Say Die
They Never Say Die är det italienska power metal-bandet SkeleToons tredje studioalbum och deras första på det italienska skivbolaget Scarlet Records. Det släpptes i mars 2019 och i Japan på skivbolaget Avalon månaden efter.
Inför skivinspelningarna hade banduppställningen fått tillskott i form av gitarristerna Andy "K" Cappellari och Fabrizio "Fabbro" Taricco samt basisten Giacomo "Jack" Stiaccini.
They Never Say Die är en konceptskiva som bygger på filmen Goonies – Dödskallegänget från 1985. Ett antal i genren prominenta gästartister spelar de olika karaktärerna, däribland Alessandro Conti (Twilight Force, Trick or Treat), Michele Luppi (då i Secret Sphere, ex-Vision Divine), Giacomo Voli (Rhapsody of Fire) och Mark Basile (DGM). Skivan innehåller även en tolkning av "Goonies 'R' Good Enough" från filmen (i original av Cindy Lauper).
Albumet producerades, mixades och mastrades av Simone Mularoni (DGM) tillsammans med Simone Bertozzi och bandets sångare Tomi Fooler.
Musikvideor spelades in till titelspåret och "The Truffle Shuffle Army: Bizardly Bizarre". Dessutom släpptes en textvideo till "I Have the Key".

## Låtlista
1. "Intro/Hell-O" – 5:36
2. "Hoist Our Colors" – 6:17
3. "The Truffle Shuffle Army: Bizardly Bizarre" – 5:12
4. "To Leave a Land" – 5:31
5. "They Never Say Die" – 5:28
6. "Last Chance" – 4:20
7. "I Have the Key" – 5:11
8. "The Chain Master" – 3:21
9. "When Legends Turn Real" – 7:48
10. "Farewell" (Avantasia-cover) – 6:11
11. "Goonies 'R' Good Enough" (Cyndi Lauper-cover) – 2:49

## Medverkande
Musiker
- Tomi Fooler – sång
- Andy "K" Cappellari – gitarr
- Fabrizio "Fabbro" Taricco – gitarr
- Giacomo "Jack" Stiaccini – basgitarr
- Henry "Sydoz" Sidoti – trummor

Bidragande musiker
- Guido Benedetti – gitarr
- Simone Mularoni – gitarr
- Alessio Lucatti – keyboard, theremin, piano
- Ivan Castelli – sång
- Alessandro Conti – sång
- Michele Luppi – sång
- Morby – sång
- David Arredondo Gomez – sång
- Mark Basile – sång
- Melissa Bonny – sång
- Giacomo Voli – sång

Produktion
- Simone Mularoni – producent, inspelningstekniker, mixning, mastering
- Simone Bertozzi – inspelningstekniker, mixning, mastering
- Tomi Fooler – producent
- Stan-W. Decker – omslagskonst